# Piridazina

Estructura de la piridazina

La piridazina és un compost orgànic heterocíclic amb la fórmula molecular (CH)₄N₂. Conté un anell de sis membres amb dos àtoms adjacents de nitrogen i és un compost aromàtic. És incolor amb un punt d'ebullició de 208 °C. És isomèric amb altres anells, (CH)₄N₂, de pirimidina i pirazina.
Les piridazines són rares en la natura. L'estructura de la piridazina és un farmacòfor popular. Es troba en un gran nombre d'herbicides com són la credazina, el piridafol i el piridat. També es troba en l'estructura de diverses drogues com el cefozopran, cadralazina, minaprina, pipofezina, hidralazina, i el cilazapril.